# Kevin Kadish
 (septembre 2018).
Si vous disposez d'ouvrages ou d'articles de référence ou si vous connaissez des sites web de qualité traitant du thème abordé ici, merci de compléter l'article en donnant les références utiles à sa vérifiabilité et en les liant à la section « Notes et références ».
Kevin Kadish, né en 1971 à Baltimore dans le Maryland, est un auteur-compositeur, producteur de musique, guitariste et ingénieur du son américain, d'origine anglo-indienne.

## Biographie
Né et élevé à Baltimore, dans le Maryland, Kevin Kadish a commencé à jouer de la guitare à l'âge de 13 ans. Après avoir obtenu son diplôme d'études secondaires, il a fréquenté le Berklee College of Music et étudié la musique de film. En 1991, il est passé de Berklee à l'Université du Maryland, College Park, où il a conçu son propre label, la gestion de la musique, par l'intermédiaire du département des études individuelles. Il a obtenu un baccalauréat en gestion de la musique en 1993.

## Carrière professionnelle
Tout au long du milieu des années 1990, Kevin Kadish a fait des tournées sur la côte Est en tant qu'artiste acoustique solo, en première partie de Hall & Oates, Vertical Horizon, Dave Mathews Band, Jeff Beck, SR-71, Marcy Playground, et Everything.
En 1998, il signe un contrat de développement avec Republic Records en tant qu'artiste solo. Il a enregistré avec le producteur Steve Addabbo au Shelter Island Sound de NYC, mais aucun album n'est jamais sorti. En 2000, il rencontre le producteur de disques Matt Serletic, qui le signe en tant que rédacteur de la co-entreprise de Serletic avec Warner/Chappell Music. Sous la houlette de Serletic, il a co-écrit "Be There For You" et "Don't Fade Away" sur l'album The Great Divide de Willie Nelson. Il a également co-écrit les chansons "(There's Gotta Be) More to Life" et "Stuck" pour la chanteuse pop Stacie Orrico qui a participé aux émissions de télévision The Simple Life et That's So Raven, ainsi que pour le film Robots. Ces deux succès ont fait l'objet de plusieurs compilations qui se sont vendues à près de 11 millions d'exemplaires, cumulativement. En 2005, Kevin Kadish a reçu un ASCAP Christian Music Award pour "(There's Gotta Be) More To Life" de Stacie Orrico pour avoir été l'une des chansons les plus jouées à la radio chrétienne.
Toujours en 2005, il a collaboré avec l'auteur-compositeur-interprète Jason Mraz sur son album, Mr. A-Z, produisant et écrivant les deux singles ("Wordplay" et "Geek in the Pink"). Pour son travail sur ce disque, il a été nommé pour le meilleur album aux 48e Grammy Awards en 2005. 
En 2006, il a reçu le prix de la SOCAN pour son numéro 1 "Flawed Design" de Stabilo. En 2007, la chanson a également reçue le prix de la SOCAN pour le plus grand nombre de pièces présentées à la radio canadienne en 2006.
De 2007 à 2011, Kevin Kadish a travaillé et écrit sur les disques de Gloriana, Miley Cyrus, Meat Loaf et de Victoria Justice. En 2012, Kevin a co-écrit et produit "Crazy For You" pour Ross Lynch, et "Rooftops" pour Kris Allen, gagnant d'American Idol.
En septembre 2013, il a co-écrit All About That Bass avec Meghan Trainor. Cette chanson est devenue la troisième chanson la plus vendue de l'année 2014 et la 14e vidéo YouTube la plus regardée à ce jour, avec plus de 1,7 milliard de visionnements. Cependant, en septembre 2015, Kevin Kadish a prétendu n'avoir gagné que 5 679 US$ grâce à la diffusion de la chanson à 178 millions de personnes, lors d'une réunion organisée par le United States House Committee on the Judiciary : « C'est la plus grande chanson qu'un auteur-compositeur peut avoir dans sa carrière et numéro un dans 78 pays. Mais vous gagnez 5 600 $. Comment nourrissez-vous votre famille ? »,
En 2015, il a travaillé avec des artistes tels que Garth Brooks, Daniel Powter, Miranda Lambert, O.A.R., A Great Big World, Jennifer Lopez, Fifth Harmony, ainsi que Steven Tyler de Aerosmith. Il a également travaillé avec et pour Michelle Branch (Warner Bros.), Taylor Hicks (Arista), Joe Jonas (Hollywood), Skillet (Lava/Atlantic), BC Jean (J Records), Tal Bachman (Sony), Bif Naked (Lava/Atlantic), Lucy Woodward (Atlantic), Evan Taubenfeld (Sire/WB), Nikki Sixx (Mötley Crüe), Steve Perry, Kris Allen (Jive Records), Billy Currington (Mercury Nashville Records), Canaan Smith (Universal Nashville), Plain White T's, Colt Ford, etc.

## Discographie

### Compositeur et producteur
- All About That Bass : Meghan Trainor (2014)
- Lips Are Movin : Meghan Trainor (2014)
- Walkashame : Meghan Trainor (2014)
- What if I : Meghan Trainor (2014)
- Title : Meghan Trainor (2015)
- Close your Eyes : Meghan Trainor (2015)
- Dear Future Husband : Meghan Trainor (2015)
- Flawed Design : Stabilo (2006)
- Geek in the Pink : Jason Mraz (2005)
- Wordplay : Jason Mraz (2005)
- Let Down : Bif Naked (2005)
- Stand Up : Fireflight (2008)
- Stuck' : Stacie Orrico (2003)
- (There's Gotta Be) More to Life : Stacie Orrico (2003)
- Take a hint : Victoria Justice (2012)
- Two More Lonely People : Miley Cyrus (2010)
- Who We Are : The Cheetah Girls (2007)

## Nomination et récompenses
- 2015 : Grammy Award de la chanson de l'année
- 2015 : Grammy Award de l'enregistrement de l'année